# Þórir Ólafsson
Þórir Ólafsson (* 28. November 1979 in Selfoss) ist ein isländischer Handballtrainer und ehemaliger -spieler.

## Karriere
Der 1,85 Meter große und 78 Kilogramm schwere rechte Außenspieler spielte zwischen 1999 und 2002 für UMF Selfoss und anschließend für Haukar Hafnarfjörður. Mit Haukar gewann er 2003, 2004 und 2005 die isländische Meisterschaft. Ab 2005 stand er beim deutschen Bundesligisten TuS N-Lübbecke unter Vertrag. Ab 2011 lief er beim polnischen Spitzenklub KS Kielce auf, mit dem er 2012, 2013 und 2014 die Meisterschaft sowie den Pokal gewann.
Þórir Ólafsson lief in der Saison 2014/15 für UMF Stjarnan auf, bei dem er zusätzlich als Co-Trainer tätig war. Anschließend kehrte er zu UMF Selfoss zurück. Mittlerweile ist er bei Selfoss als Co-Trainer tätig. 2022 wurde er Cheftrainer der Mannschaft. Nach der Saison 2023/24 beendete er seine Trainertätigkeit bei UMF Selfoss.
Þórir Ólafsson stand 112-mal im Aufgebot der isländischen Nationalmannschaft, wobei er 277 Tore erzielte. Mit der isländischen Auswahl nahm er an der Europameisterschaft 2006, an der Weltmeisterschaft 2011, an der Europameisterschaft 2012, an der Weltmeisterschaft 2013 sowie an der Europameisterschaft 2014 teil.